# Якубович, Вячеслав Андреевич
Вячесла́в Андре́евич Якубо́вич (1868, Бобруйский уезд, Минская губерния — после 1938) — член Государственной думы от Минской губернии, митрофорный протоиерей.

## Биография
Сын священника. Домовладелец.
По окончании Минской духовной семинарии 15 мая 1891 года, был рукоположён в священники и шесть лет священствовал в селе Старчицы Слуцкого уезда. В мае 1897 года был назначен настоятелем Николаевской церкви в местечке Петрикове Мозырского уезда. По инициативе Якубовича в Петрикове были построены две каменных церкви, 25 ноября 1905 года он был удостоен ордена Святой Анны 3-й степени «за усердие его, выразившееся в склонении прихожан к пожертвованию более 30.000 руб. на построение двух храмов в названном местечке». Кроме того, состоял благочинным 2-го округа Минской губернии и членом Мозырского уездного комитета попечительства о народной трезвости.
В феврале 1907 был избран членом II Государственной думы от Минской губернии. Входил во фракцию «Союза 17 октября» и группу правых и умеренных. Был членом Русского окраинного общества.
В октябре 1907 году был избран членом III Государственной думы от Минской губернии. Входил во фракцию умеренно-правых, с 3-й сессии — в русскую национальную фракцию. Состоял членом комиссий по переселенческому делу и для разбора корреспонденции.
Председатель Совета министров П. А. Столыпин в письме от 6 сентября 1908 года к А. В. Кривошеину писал «священник Якубович принимает от крестьян, мелких землевладельцев и других лиц, проживающих в Минской губернии, всевозможные прошения и жалобы по спорам, <…> и препровождает таковые при своих отзывах, писаных на бланках члена Государственной думы, в центральные и местные управления разных ведомств. <…> Между тем циркуляром от 20-го июня 1906 г. за № 6204 мною разъяснено было губернаторам, что, в случае обращения членов Государственной думы с запросами, необходимо, не сообщая просимых сведений, уведомлять, что таковые сведения могут быть затребованы лишь в порядке, указанном в статье 58».
В 1912 году переизбран в Государственную думу. Входил во фракцию правых. Состоял членом комиссий: по исполнению государственной росписи доходов и расходов, распорядительной, по вероисповедным вопросам, сельскохозяйственной и переселенческой. Выступал в защиту церковно-приходских школ.
Был возведён в сан протоиерея. В 1914 вошёл в правление Всероссийского Филаретовского общества народного образования. В годы Первой мировой войны состоял членом Волынского отдела Всероссийского общества попечения о беженцах.
До 1920 года служил настоятелем церкви Святителя Николая м. Петриков Мозырьского уезда. Потом, спасаясь от преследования большевиков, был в Смоленске, Киеве, работал врачом Русской миссии Красного Креста в Варшаве. С 1921 по 1938 года служил священником на разных приходах Польской Автокефальной Православной Церкви. В этот период он проходил служение в 12 храмах разных уездов Польского государства. Последнее известное место в 1938 году — 2-й священник Свято-Николаевской церкви с.Черессы Дисненского уезда (теперь Миорский район Витебской области Белоруссии). Дальнейшая судьба неизвестна. Был женат, имел семеро детей.